# Escola nacional d'administració (França)
L'Escola nacional d'administració (ENA) és una gran escola francesa creada l'any 1945 per democratitzar l'accés a l'alta funció pública de l'Estat francès. Fins avui, s'ha encarregat d'assegurar la selecció i la formació inicial i contínua dels alts càrrecs de l'Administració francesa.
L'ENA acull cada any a Estrasburg 80 a 100 estudiants en formació inicials, als quals cal afegir un terç d'alumnes estragners, una seixantena d'estudiants màster i un altre centenar d'estragents dins del marc de cicles internacioanls. A aquestes promocions, cal afegir les sessions curtes de formació contínua a París.
En el transcurs de la Cinquena República, els estudiants de l'ENA han tingut un paper central a la vida política francesa (quatre Presidents de la República Francesa, set Primer Ministres, nombrosos ministres i la gran majoria dels principals ambaixadors.